# Square Chikwanda
Square Chikwanda  es un escultor de Zimbabue, nacido el año 1972 que vive y trabaja en Harare. Sus conocimientos iniciales acerca de la escultura los aprendió de su padre, también escultor.

## Datos biográficos
Nacido en Mvurwi, Chikwanda se trasladó a la Comunidad Escultura Tengenenge con su padre a la edad de siete años.  Allí, su padre le enseñó a limpiar y pulir la piedra. Terminó la escuela primaria y aprendió el arte de la escultura para convertirse en un artista a tiempo completo a la edad de trece años, desarrollando su propio estilo. En la Comunidad había varios estudiantes, de los cuales Jonathan Mhondorohuma se convirtió en un buen amigo. En 1993 salió de la comunidad para trabajar en Harare en el Parque de Esculturas Chapungu. En este parque, Square continuó ampliando su formación artística, que le convirtió en uno de los principales escultores de Harare. Desde 2006 el escultor trabaja por su cuenta en Chitungwiza, un suburbio de Harare. Su obra ha sido expuesta en todo el mundo.

## Estilo
Las esculturas de Square son sobre todo retratos  y animales, por ejemplo, Blind Portrait (retrato de un ciego), Berlín, Alemania,   o "Hippo", Tengenenge, Zimbabue.  Sus figuras son en general muy angulosas y estilizadas: brazos, piernas y dedos a menudo son cuadrados y muestran líneas duras, tienen bordes afilados, siendo las narices como cuchillos. Sus esculturas recuerdan de hecho las figuras de art-decó de las décadas de 1930 y 1940 y siempre están pulidas con un alto grado de perfección. Utiliza piedra local del país, por ejemplo, ópalo, ópalo limón, Springstone, serpentina y cobalto.

## Exposiciones recientes
- Exposición Nacional de Patrimonio , Galería Nacional de Zimbabue en Harare, 1986, 1987, 1988, 1992, 1997.
- Museo del Humor y la Sátira, Bucarest, Bulgaria, 1988.
- Galería Nacional de Sudáfrica, Overport, Durban, Sudáfrica, 1991.
- Master Sculptors Of Zimbabwe, Centro de Arte de Friedrichstrasse, Berlín, Alemania , octubre – diciembre de 2006
- Mestres Escultors de Zimbabwe, Museo Comarcal, Montsia d'Amposta, España, 21 de mayo-21 de junio de 2009.
- Master Sculptors Of Zimbabwe, Galería Boserup , Boserupvej 100, Roskilde, Dinamarca, febrero de 2010.
- Master Sculptors Of Zimbabwe, Edificio Sanomatalo, Helsinki, Finlandia, marzo de 2010.
- Master Sculptors Of Zimbabwe, Galería Friends For Ever , Friedrichstrasse 134, Berlín, Alemania , mayo de 2010.

## Obras en colecciones permanentes
- Museo de Tengenenge, Zimbabue.
- Parque de esculturas Chapungu, Harare, Zimbabue.
- Africa Museum, Berg en Daal, Países Bajos.